# Csihszi-fesztivál
A Csihszi (Qixi)-fesztivál (七夕) a kínai hagyományos naptár szerinti hetedik hó hetedike, jelentése: hetedik este. (kínai: 七夕; pinjin (pinyin): Qīxì)
A fesztivál a szerelmesek napja Kínában, a "kínai Valentin-nap", a "Két Hetes Éjszakája" vagy a Szarkaünnep. A kínai mitológia szerint a halhatatlan Szövőlány és a halandó Csordásfiú, a két szerelmes, mennyei büntetésből a Tejút két oldalán kénytelen élni (mint a Vega csillag és az Altair csillag). Minden évben egyetlen este, a hetedik hó hetedik napján, a világ összes szarkája összegyűlik, hidat létesítenek a szerelmeseknek, akik így egy éjszakát együtt tudnak tölteni.

## A monda
A monda szerint a Szövőlány (织女, Csinü (Zhīnǚ)) a Mennyekben élt, Halhatatlanként vagy Tündérként (仙, Hszien (Xiān)). Az ő feladata volt színes felhőket szőni az égre. Unta azonban a mennyei életet, ezért szórakozni indult a halandó világba. Itt a halandó világban ismerkedett meg a Csordásfiúval (牛郎, Niulang (Niúláng)). Szerelembe estek, összeházasodtak, és két gyermekük is született. A boldog életnek azonban véget vetett a Szövőlány anyja, a Mennyek egy előkelő istennője. Visszaparancsolta leányát a felhőszövő munkájához. A Csordásfiú hiába kereste eltűnt szerelmét a földön, nem találta. Az egyik ökre árulta el neki végül, hogy mi történt, és azt is elmondta, hogy őt megölve, az ő bőrébe bújva a Csordásfiú és két gyermeke be tud osonni a Mennyekbe. Így is tettek, az ökröcske feláldozta magát, a Csordásfiú és két gyermeke pedig elindult a Mennyekbe. Az istenanya azonban átlátott a terven, és folyót fakasztott, hogy a szerelmesek ne találkozhassanak, a folyó két ellentétes partján ragadjanak. Ez a folyó a Tejút. A szerelmesek így soha sem lehetnek egymáséi. Minden évben egyszer azonban, a hetedik hónap hetedik napján összegyűlnek a szarkák a világból, és hidat létesítenek a testükből, hogy a szerelmesek találkozhassanak. Ha a hetedik hó hetedik napján esik az eső, a szarkák hídja nem tudott megépülni, és a szerelmespár a meghiúsult találkozást siratja.
A monda első ismert írásos említése a Dalok könyve egyik versében történik, Kr. e. 600 körül. Az ünnepet a Han-dinasztia kora óta ülik.

## Kapcsolódó szócikk
- Kínai ünnepek